# باغ نيل
باغ نيل (بالفارسية: باغ نیل) هي قرية تقع في قسم جلغة تشاة هاشم الريفي (مقاطعة دلغان) في إيران. يقدر عدد سكانها بـ 363 نسمة بحسب إحصاء 2016.